# Osterhasseln

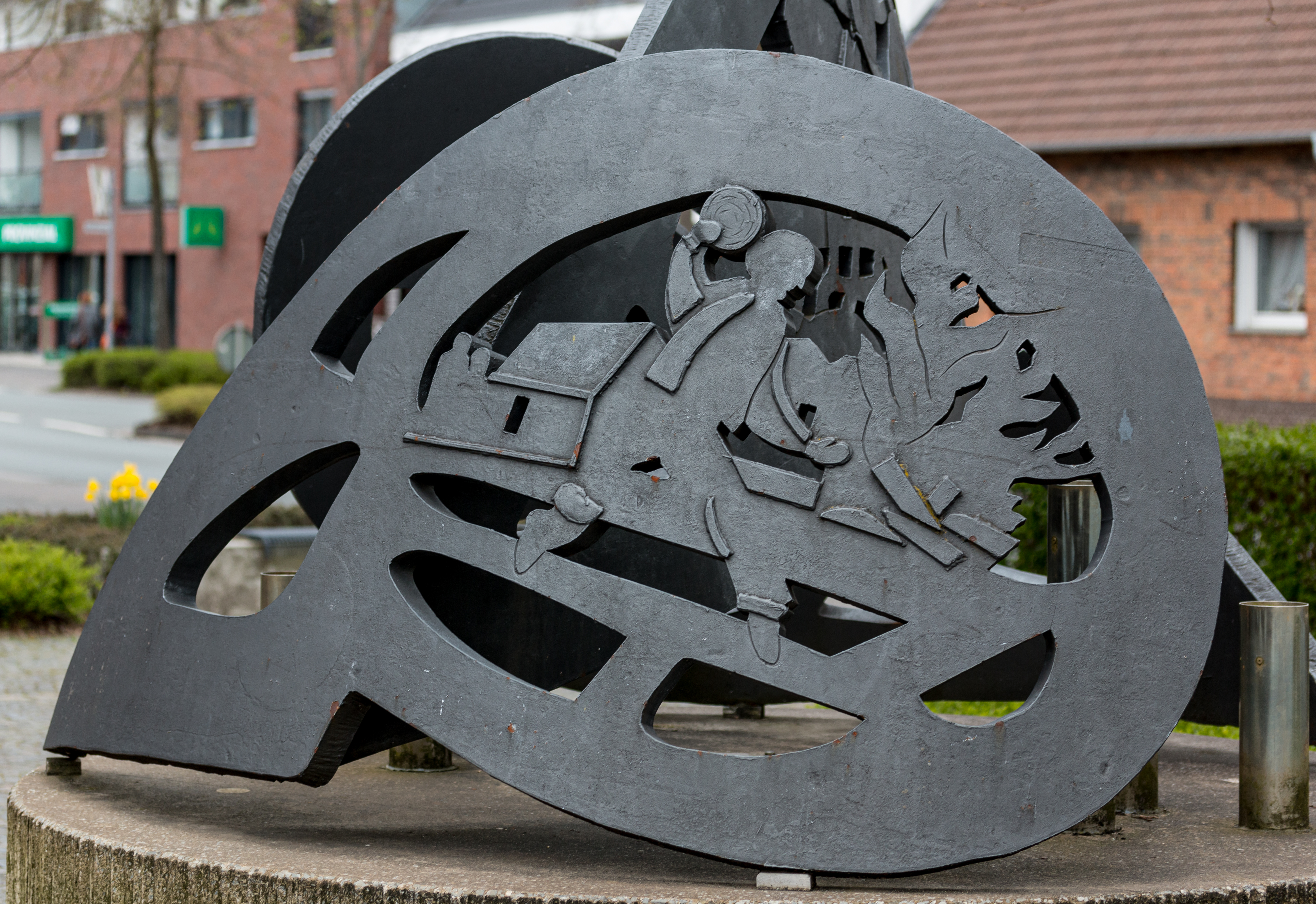
Detail „Bulderner Hasseln“ der Skulptur am Großen Spieker in Buldern

Das Osterhasseln ist ein Brauch aus dem Münsterland, der in Buldern, einem Stadtteil Dülmens, gepflegt wird. Er findet traditionell am Ostersonntag statt. Dabei treten zwei Mannschaften aus Junggesellen an, jeweils ein Team Ost und ein Team West. Sie stellen sich gegenüber auf und rollen den Hassel, eine große Sperrholzscheibe, über eine Linienmarkierung auf die gegnerische Seite. Es gewinnt das Team, welches das gegnerische Team am weitesten zurückgedrängt hat.

## Geschichte, Ursprung
Laut Mitgliedern des Bulderner Bürgerstammtischs soll der Brauch germanische Ursprünge haben und seit mehreren Jahrhunderten in Buldern gepflegt werden. Der Hassel symbolisiere hierbei die Sonne, die Teams repräsentierten Winter und Frühling. 1960 wurde der Brauch, der bis 1959 auf der Hauptverkehrsstraße, der Weseler Straße, ausgeübt wurde, untersagt. Es wurde versucht, auch nach 1960 den Brauch weiter auszuüben, aber die Polizei nahm den Hassel weg. Daraufhin wurde mit einem Ersatz-Hassel weitergespielt, bis die Jugendlichen festgenommen wurden. Seit 1977 findet das Spiel wieder regelmäßig statt, nun auf einer weniger befahrenen Straße, der Nottulner Straße.
Das Osterhasseln findet im Anschluss an die österliche Festandacht statt, also am Ostersonntag pünktlich um 15.30 Uhr. Das Team West wird aus dem Ortsteil gestellt, der Dülmen zugewandt ist, das Team Ost aus dem Münster zugewandten Teil.
Während Anfang des 20. Jahrhunderts noch mit Frack und Zylinder gespielt wurde, sind die Team-Mitglieder heute vielfach geschützt. Nur selten gibt es keine Prellungen, Schrammen oder blaue Flecken.